# De Strook (Kolhorn)
De Strook is een buurtschap in de gemeente Hollands Kroon in de provincie Noord-Holland.
De Strook ligt aan het dorp Kolhorn vast waarvan het een onderdeel vormt, maar ook een eigen buurt vormt. De Strook ligt aan een kanaal en heeft op het overgangspunt van Kanaal Schagen - Kolhorn en de Westfriesche Vaart een haventje. In het voorjaar van 2004 werd het haventje uitgebreid met passantenplaatsen die zijn voorzien van elektriciteit en tappunten.
Het gebied, waarin de plaats ligt heeft veel aansluitingen op waterwegen en er zijn een paar gemalen gesitueerd.
De nachtmarkten van Kolhorn worden op de grens met De Strook gehouden.

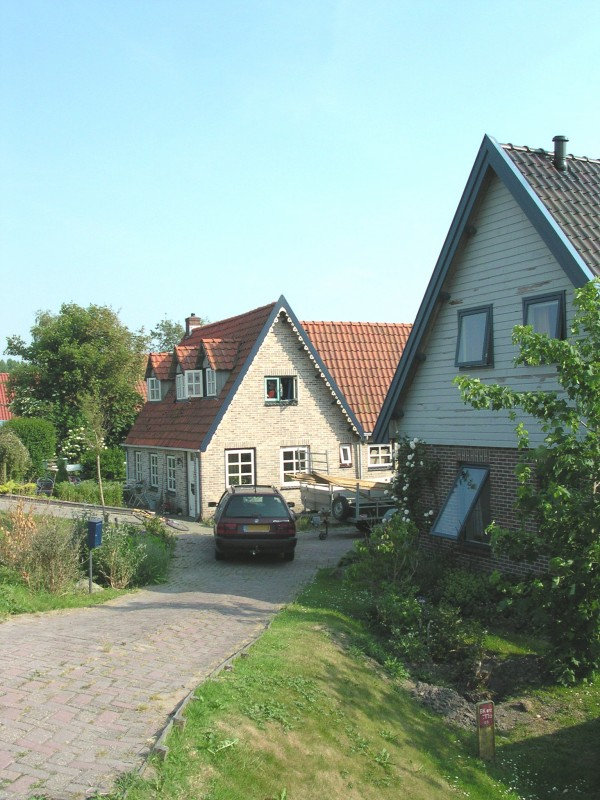
Huizen aan de dijk
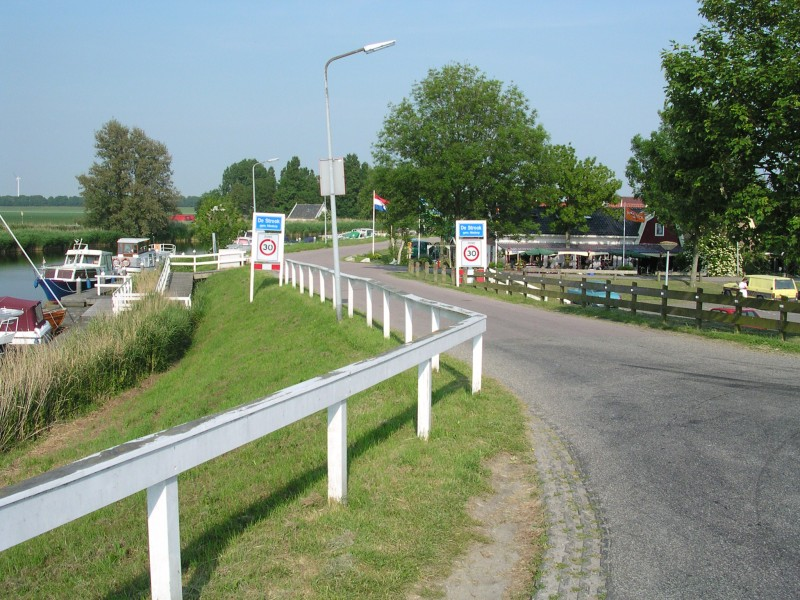
De Strook

Dorpen en gehuchten: Anna Paulowna · Barsingerhorn · Breezand · Den Oever · Haringhuizen · Hippolytushoef · De Haukes · Kleine Sluis · Kolhorn · Kreil · Kreileroord · Lutjewinkel · Middenmeer · Moerbeek · Nieuwe Niedorp · Nieuwesluis · Oosterklief · Oosterland · Oude Niedorp · Slootdorp · Smerp · Stroe · De Strook · Terdiek · Tolke (deels) · Van Ewijcksluis · Vatrop · 't Veld · Verlaat (deels) · Westerklief · Westerland · Wieringerwaard · Wieringerwerf · Winkel · Zijdewind

Buurtschappen: Blokhuizen · Dam · De Belt · De Bomen · De Elft · Emaus · Gelderse Buurt · De Gest · Groetpolder · Hanedoes · De Heid · De Hoelm · Hogebieren · Hollebalg · De Kampen · Langereis (deels) · De Leijen · Lutjekolhorn · Mientbrug · Noord-Stroe · Noordburen · Noorderbuurt · De Normer · Poolland · Spoorbuurt · Tin · Vennik (deels) · Wateringskant · De Weel (deels) · De Weere · Westeinde  · Zandburen

Noord-Holland: Steden en dorpen    Nederland: Provincies · Gemeenten